# تئودور وولف
 تئودور وولف (آلمانی: Theodor Wulf؛ زاده ۲۸ ژوئیهٔ ۱۸۶۸ – درگذشته ۱۹ ژوئن ۱۹۴۶) یک فیزیک‌دان اهل آلمان بود.